# 1983-as MotoGP-világbajnokság
Az 1983-as MotoGP-világbajnokság volt a gyorsaságimotoros-világbajnokság harmincötödik szezonja. A szezon során négy kategóriában, 50, 125, 250 és 500 köbcentiméteres motorokkal versenyezhettek.

## Összefoglaló
A királykategória világbajnoki címéért folytatott harc egy elképesztően szoros, mindössze két pont különbséggel záruló évadot hozott. Az 1967-es Giacomo Agostini-Mike Hailwood-harchoz hasonlóan a két amerikai, az utolsó évét teljesítő háromszoros világbajnok Kenny Roberts és a fiatal Freddie Spencer közötti küzdelem is csak az utolsó versenyen dőlt el, utóbbi javára.
Ez volt az 50 köbcentiméteres géposztály utolsó szezonja, 1984-től a hengerűrtartalom 80 köbcentiméterre változott. A kategória utolsó győztese a svájci Stefan Dörflinger lett. A nyolcadlitereseknél Ángel Nieto tizenkettedik összetett sikerét aratta meggyőző teljesítménnyel, hat győzelmet aratva. A negyedlitereseknél a venezuelai Carlos Lavado diadalmaskodott, érdekesség, hogy Lavadón kívül mindenki csak egy győzelmet tudott aratni. A 11 versenyen hét különböző futamgyőztes született, Lavado négyszer végzett az élen.

## Versenyek
| #  | Verseny              | Helyszín     | 50 cm³ győztes    | 125 cm³ győztes   | 250 cm³ győztes     | 500 cm³ győztes | Összefoglaló |
| -- | -------------------- | ------------ | ----------------- | ----------------- | ------------------- | --------------- | ------------ |
| 1  | dél-afrikai nagydíj  | Kyalami      |                   |                   | Jean-François Baldé | Freddie Spencer | Összefoglaló |
| 2  | francia nagydíj      | Le Mans      | Stefan Dörflinger | Ricardo Tormo     | Alan Carter         | Freddie Spencer | Összefoglaló |
| 3  | nemzetek nagydíja    | Monza        | Eugenio Lazzarini | Ángel Nieto       | Carlos Lavado       | Freddie Spencer | Összefoglaló |
| 4  | német nagydíj        | Hockenheim   | Stefan Dörflinger | Ángel Nieto       | Carlos Lavado       | Kenny Roberts   | Összefoglaló |
| 5  | spanyol nagydíj      | Jarama       | Eugenio Lazzarini | Ángel Nieto       | Hervé Guilleux      | Freddie Spencer | Összefoglaló |
| 6  | osztrák nagydíj      | Salzburgring |                   | Ángel Nieto       | Manfred Herweh      | Kenny Roberts   | Összefoglaló |
| 7  | jugoszláv nagydíj    | Fiume        | Stefan Dörflinger | Bruno Kneubühler  | Carlos Lavado       | Freddie Spencer | Összefoglaló |
| 8  | Holland TT           | Assen        | Eugenio Lazzarini | Ángel Nieto       | Carlos Lavado       | Kenny Roberts   | Összefoglaló |
| 9  | belga nagydíj        | Spa          |                   | Eugenio Lazzarini | Didier de Radiguès  | Kenny Roberts   | Összefoglaló |
| 10 | brit nagydíj         | Silverstone  |                   | Ángel Nieto       | Jacques Bolle       | Kenny Roberts   | Összefoglaló |
| 11 | svéd nagydíj         | Anderstorp   |                   | Bruno Kneubühler  | Christian Sarron    | Freddie Spencer | Összefoglaló |
| 12 | San Marinó-i nagydíj | Imola        | Ricardo Tormo     | Maurizio Vitali   |                     | Kenny Roberts   | Összefoglaló |

## Végeredmény

### 500 cm³[2][3]
| Poz. | Versenyző         | #  | Csapat                   | Motor  | Pont | Győzelmek | P-p | L. k. |
| ---- | ----------------- | -- | ------------------------ | ------ | ---- | --------- | --- | ----- |
| 1    | Freddie Spencer   | 3  | HRC-Honda                | NS500  | 144  | 6         | 6   | 3     |
| 2    | Kenny Roberts     | 4  | Marlboro-Yamaha          | YZR500 | 142  | 6         | 6   | 7     |
| 3    | Randy Mamola      | 6  | HB-Suzuki                | RG500  | 89   |           |     | 1     |
| 4    | Eddie Lawson      | 27 | Marlboro-Yamaha          | YZR500 | 78   |           |     |       |
| 5    | Katajama Takazumi | 7  | HRC-Honda                | NS500  | 77   |           |     | 1     |
| 6    | Marc Fontan       | 10 | Sonauto Gauloises-Yamaha | YZR500 | 64   |           |     |       |
| 7    | Marco Lucchinelli | 8  | HRC-Honda                | NS500  | 48   |           |     |       |
| 8    | Ron Haslam        | 9  | HRC-Honda                | NS500  | 31   |           |     |       |
| 9    | Franco Uncini     | 1  | HB-Suzuki                | RG500  | 31   |           |     |       |
| 10   | Raymond Roche     | 28 | HRC-Honda                | NS500  | 22   |           |     |       |
| 11   | Boet van Dulmen   |    | Suzuki                   | RG500  | 17   |           |     |       |
| 12   | Jack Middelburg   | 28 | Honda                    | NS500  | 12   |           |     |       |

### 250 cm³[4][5]
| Poz. | Versenyző           | #  | Csapat                     | Motor             | Pont | Gy. |
| ---- | ------------------- | -- | -------------------------- | ----------------- | ---- | --- |
| 1    | Carlos Lavado       | 5  | Venemotos-Yamaha           | TZ250             | 100  | 4   |
| 2    | Christian Sarron    | 10 | Sonauto Gauloises-Yamaha   | TZ250             | 73   | 1   |
| 3    | Didier de Radiguès  | 6  | Johnson Elf-Chevallier     | Chevallier-Yamaha | 68   | 1   |
| 4    | Hervé Guilleux      | 44 | Kawasaki                   | KR250             | 63   | 1   |
| 5    | Thierry Espié       | 13 | Elf-Chevallier             | Chevallier-Yamaha | 55   | 0   |
| 6    | Martin Wimmer       | 4  | Mitsui-Yamaha              | TZ250             | 45   | 0   |
| 7    | Manfred Herweh      | 26 | Massa-Real                 | Real-Rotax        | 40   | 1   |
| 8    | Jean-François Baldé | 12 | TopCard Krauser-Chevallier | Chevallier-Yamaha | 32   | 1   |
| 9    | Jacques Cornu       | 17 | Höstettler-Yamaha          | TZ250             | 32   | 0   |
| 10   | Jacques Bolle       | 19 | Pernod-Yamaha              | Pernod            | 26   | 1   |

### 125 cm³
| Poz. | Versenyző          | #  | Csapat        | Motor     | Pont | Gy. |
| ---- | ------------------ | -- | ------------- | --------- | ---- | --- |
| 1    | Ángel Nieto        | 1  | Spanyolország | Garelli   | 102  | 6   |
| 2    | Bruno Kneubühler   | 15 | Svájc         | MBA       | 76   | 2   |
| 3    | Eugenio Lazzarini  | 2  | Olaszország   | Garelli   | 67   | 1   |
| 4    | Maurizio Vitali    | 13 | Olaszország   | MBA       | 67   | 1   |
| 5    | Ricardo Tormo      | 5  | Spanyolország | MBA       | 52   | 1   |
| 6    | Hans Müller        | 8  | Svájc         | MBA       | 43   | 0   |
| 7    | Johnny Wickström   | 10 | Finnország    | MBA       | 42   | 0   |
| 8    | Pier Paolo Bianchi | 4  | Olaszország   | Sanvenero | 40   | 0   |
| 9    | Fausto Gresini     |    | Olaszország   | Garelli   | 37   | 0   |
| 10   | August Auinger     | 6  | Ausztria      | MBA       | 30   | 0   |

### 50 cm³
| Poz. | Versenyző          | #  | Csapat        | Motor    | Pont | Gy. |
| ---- | ------------------ | -- | ------------- | -------- | ---- | --- |
| 1    | Stefan Dörflinger  | 1  | Svájc         | Krauser  | 81   | 3   |
| 2    | Eugenio Lazzarini  | 2  | Olaszország   | Garelli  | 69   | 3   |
| 3    | Claudio Lusuardi   | 3  | Olaszország   | Villa    | 38   | 0   |
| 4    | Hans Spaan         | 9  | Hollandia     | Kreidler | 34   | 0   |
| 5    | George Looijestyn  | 13 | Hollandia     | Kreidler | 34   | 0   |
| 6    | Hagen Klein        | 10 | Németország   | FKN      | 33   | 0   |
| 7    | Ricardo Tormo      | 4  | Spanyolország | Garelli  | 25   | 1   |
| 8    | Rainer Kunz        |    | Németország   | FKN      | 21   | 0   |
| 9    | Gerhard Bauer      | 14 | Németország   | Ziegler  | 20   | 0   |
| 10   | Rainer Scheidhauer | 12 | Németország   | Kreidler | 17   | 0   |
| 10   | Theo Timmer        | 7  | Hollandia     | Bultaco  | 17   | 0   |